# Never So Few
Never So Few is een Amerikaanse film uit 1959 van John Sturges met in de hoofdrollen Frank Sinatra, Steve McQueen, Peter Lawford en Gina Lollobrigida.
De film is gebaseerd op de gelijknamige roman van Tom T. Chameles. Voor de roman baseerde Chameles zich op ware gebeurtenissen uit de Tweede Wereldoorlog en wel de acties in het oerwoud van Birma door OSS Detachment 101.
Never So Few deed het redelijk goed aan de kassa maar ontving gemengde, vaak zelfs negatieve kritieken. De actiescènes werden geprezen, maar de nadruk op romantische scènes deed hier weer afbreuk aan. Wel werd het acteerwerk van Steve McQueen unaniem geprezen. De film betekende de doorbraak van de acteur, die ook grote indruk maakte op regisseur/producer John Sturges. Sturges zou McQueen belangrijke rollen geven in The Magnificent Seven (1960) en The Great Escape (1963).

## Verhaal
In 1943 is de oorlog in het Verre Oosten nog verre van beslist. Het Japanse leger is nog altijd oppermachtig in Azië en wordt bevochten door kleine guerrilla-eenheden. In Birma vecht een lokale stam, de Kachin, samen met een Amerikaans-Britse eenheid, tegen de Japanners. De eenheid staat onder het commando van de Office of Strategic Services, geleid door de Amerikaanse kapitein Tom C. Reynolds en de Britse kapitein Danny De Mortimer. De Kachin worden aangevoerd door hun leider Nautaung. De eenheid heeft een chronisch gebrek aan voorraden, medische hulpmiddelen en wapens, maar vecht moedig door. Tijdens een succesvolle aanval op een Japanse eenheid raakt de adjudant van Reynolds, Bye Ya, dodelijk gewond. Reynolds weet dat Bye Ya een langzame, pijnlijke dood zal sterven en hij heeft geen morfine om zijn pijn te verlichten. Ondanks de protesten van zijn Britse collega schiet hij Bye Ya dood om hem de pijn te besparen. Bye Ya's lijden had voorkomen kunnen worden met de juiste medicamenten en een woedende Reynolds zoekt contact met zijn commandant. Samen met Danny reist Reynolds naar Calcutta, India. Daar worden ze opgewacht door korporaal Bill Ringa, hun chauffeur. Op het hoofdkwartier van de OSS in India stelt hun commandant, kolonel Parkson, Reynolds en De Mortimer voor aan de koopman Nikko Ragas en diens vriendin Carla Vesari. Onder de indruk van haar schoonheid doet Reynolds een versierpoging maar Vesari is niet geïnteresseerd. Reynolds en De Mortimer krijgen een gedwongen verlof opgelegd en gaan samen met Bill Ringa naar de bergen. Plotseling wordt De Mortimer ziek en naar het huis van Nikko Ragas gebracht. Een Britse legerarts, kapitein Grey Travis, constateert tyfus, maar De Mortimer houdt vol dat het malaria is. Na enige tests moet Travis hem gelijk geven. Hij schrijft rust voor en Ragas biedt zijn huis aan om De Mortimer op te vangen. Dit is een buitenkans voor Reynolds die nog altijd verliefd is op Ragas' vriendin Carla. De laatste is intussen minder stug tegen de Amerikaan en flirt met hem.
Als Danny beter wordt, besluiten de mannen terug te gaan naar Birma, met kapitein Travis als medisch officier. Als ze terug zijn bij de Kachin, wordt de eenheid onverwachts overvallen door de Japanners. Bij de aanval raakt Reynolds gewond en de groep is aangeslagen over deze terugslag. Ondertussen heeft Ringa een gewonde Japanner ondervraagd en uitgevonden dat de eenheid is verraden door iemand in de eigen gelederen. De verraders worden snel gevonden en het blijken een Amerikaan en een Kachinmeisje te zijn. Op bevel van Reynolds worden de twee doodgeschoten. Het stamhoofd en Travis protesteren, maar Reynolds zegt dat de gevaren van het oerwoud hem dwingen tot harde maatregelen. Samen met andere gewonden wordt Reynolds gerepatrieerd naar het hospitaal in Calcutta. Daar krijgt Reynolds te horen dat hij een vliegveld bij de Chinese grens moet verwoesten. Een onmogelijk opdracht gezien de weinige middelen van de eenheid en Reynolds protesteert. Maar zijn superieur garandeert hem dat er nieuwe voorraden uit China komen. Gerustgesteld bezoekt Reynolds Carla, maar is geïrriteerd door het feit dat ze in luxehotel zit en schijnbaar niet in staat is om afstand te doen van haar verwende wereldje. Boos keert hij terug naar zijn eenheid om te constateren dat de beloofde voorraden niet zijn gekomen. Hij besluit toch aan te vallen en weet zijn opdracht succesvol af te sluiten. Maar Nautaung en diverse Amerikanen sneuvelen tijdens de actie. Op de terugtocht vinden ze restanten van een verwoest Chinees konvooi met voorraden voor de eenheid. Het blijkt dat afvallige Chinese soldaten verantwoordelijk zijn voor de verwoesting. De geschokte Reynolds besluit de afvalligen te achterhalen. In hun kamp vindt hij bewijzen dat de Chinezen ook Amerikanen hebben gedood. Niet lang daarna zijn de Chinese afvalligen opgepakt en zoekt Reynolds contact met zijn hoofdkwartier. Hij krijgt echter te horen dat hij onmiddellijk moet terugkeren in verband met een klacht van de Chinezen over zijn raid op Chinees grondgebied. Net op dat ogenblik doodt een Chinese soldaat De Mortimer. Voor de nu razende Reynolds is er nu maar een oplossing, hij laat Ringa alle Chinese gevangenen executeren. Als de eenheid terugkeert in Calcutta wordt Reynolds gearresteerd. In de gevangenis bezoekt Carla hem en biecht op dat zij en Nikko voor de militaire inlichtingendienst werken. Zij adviseert Reynolds om oorlogsmoeheid voor te wenden. Tom weigert en toont aan Parkson de bewijsstukken dat de Chinezen Amerikaanse soldaten hebben vermoord. Parkson en diens superieur, Sloan, eisen van Reynolds dat hij toch zijn excuses aanbiedt aan de Chinese regering. Als Reynolds blijft weigeren, proberen de hogere officieren hem krankzinnig te laten verklaren, maar dat mislukt. Als de Chinese regeringsvertegenwoordiger arriveert, kiest Sloan onverwacht de kant van Reynolds en eist excuses van de Chinezen voor de moord op Amerikaanse soldaten. De verbaasde Reynolds wordt vrijgelaten en hoort later dat Sloan allang wist dat de Chinese regering zijn excuses ging aanbieden. Vermoeid door de strijd en het politieke gekonkel zoekt hij zijn heil bij Carla.

## Rolverdeling
| Acteur            | Personage                  |
| ----------------- | -------------------------- |
| Frank Sinatra     | Kapitein Reynolds          |
| Gina Lollobrigida | Carla Vesari               |
| Peter Lawford     | Kapitein Travis            |
| Steve McQueen     | Korporaal Ringa            |
| Richard Johnson   | Kapitein Danny De Mortimer |
| Paul Henreid      | Nikki Regas                |
| Brian Donlevy     | Generaal Sloan             |
| Dean Jones        | Sergeant Jim Norby         |
| Philip Ahn        | Nautaung                   |
| Charles Bronson   | Sergeant John Danforth     |
| Robert Bray       | Kolonel Fred Parkson       |

## Achtergrond

### Scenario
De roman Never So Few van Tom Chameles werd al voor de publicatie door M-G-M aangekocht voor verfilming. Chamales had in Birma gevochten bij de zogenaamde "Merrill's Marauders". Dit was een eenheid die ook bekendstond als Unit Galahad, maar die officieel de 5307th Composite Unit heette en onder commando stond van generaal Frank Merrill. De eenheid stond bekend om de diepe penetraties van de Japanse linies in Birma, vaak vechtend tegen een enorme overmacht. In de roman is sprake van een Chinese krijgsheer die toestemming kreeg van de Chinese overheid om iedereen die het grensgebied tussen China en Birma doortrok zonder onderscheid te doden. Vele Japanners, Amerikanen en Britten werden gedood zonder dat de Chinese krijgsheren werden gestraft. Chamales schreef ook over deze waar gebeurde moordpartijen in zijn non-fictie artikel Betrayal in China (True Magazine, januari 1958). Scenarist Miljard Kaufman nam het gegeven over voor zijn scenario met de werktitel Sacred and Profane. Hij volgt het boek getrouw, maar verandert wel het einde. In het boek sneuvelt Reynolds, terwijl hij in de film de Chinese krijgsheren kan aanklagen voor hij verenigd wordt met Carla.

### Acteurs
Aanvankelijk zou Sammy Davis de rol van Bill Ringa spelen. Davis was lid van het vriendenclubje rond Sinatra, waartoe ook Peter Lawford en Dean Martin behoorden, de Rat Pack. Vlak voor de opnames zei Davis in een radiogesprek dat hij een grotere zanger was dan Sinatra, een grapje, maar het schoot Sinatra in het verkeerde keelgat. Hij liet de rol van Bill Ringa herschrijven en gooide Davis uit de film. Steve McQueen werd vervolgens gecast. Voor Danny De Mortimer was aanvankelijk Roger Moore een kanshebber, maar Richard Johnson ging met de eer strijken.

### Productie
Het was de bedoeling de film op te nemen in Birma (de regering had al toestemming gegeven), maar uiteindelijk werd uitgeweken naar Hawaï voor de buitenlocaties. Het grootste deel van Never So Few werd echter in de studio's en buitenterreinen van Culver City gemaakt, de filmstudio van M-G-M. Voor coleur locale werd gebruikgemaakt van stockopnames van Birma.